# Numero intoccabile
In teoria dei numeri, un numero intoccabile è un numero che non è la somma dei divisori propri di nessun altro numero, ovvero un intero {\displaystyle n} tale che l'equazione
{\displaystyle \sigma (x)-x=n},
dove {\displaystyle \sigma } sta per la funzione sigma, non ammetta nessuna soluzione. Ad esempio, 4 non è intoccabile perché è la somma dei divisori di 9 escluso lo stesso 9 (4=1+3), mentre 5 lo è perché non è la somma dei divisori propri di alcun numero. I primi numeri intoccabili sono: 2, 5, 52, 88, 96, 120, 124, 146, 162, 188, 206, 210, 216, 238, 246, 248, 262, 268, 276, 288, 290, 292, 304.

## Proprietà matematiche
Esistono infiniti numeri intoccabili, come dimostrato da Paul Erdős. Nessun numero intoccabile può essere il successivo di un numero primo, perché la somma dei divisori propri di p2 vale p+1. Inoltre, con l'eccezione di 5 non può nemmeno essere esprimibile nella forma p+3, con p primo, in quanto per tutti i numeri primi p, a parte 2, la somma dei divisori di 2p, (come si può facilmente verificare) è pari proprio a p+3. Nessun numero intoccabile è anche un numero perfetto, perché la somma dei divisori propri di un numero perfetto è per definizione uguale al numero stesso.

## Problemi insoluti
Si ipotizza che, a parte 5, non esista nessun numero intoccabile dispari. Ciò seguirebbe da una versione più forte della congettura di Goldbach, che afferma che ogni numero pari maggiore di 6 possa essere espresso come somma di due numeri primi distinti. Difatti, se 2n = p+q, dove p e q sono numeri primi, allora la somma dei divisori propri di pq vale 1+p+q=2n+1: se la congettura è valida per qualunque n maggiore di 6, tutti i numeri dispari a parte 5 non sono intoccabili (visto che 1, 3 e 7 non lo sono per verifica empirica). Seguirebbe anche che nessun numero intoccabile con le eccezioni di 2 e 5 è anche un numero primo, altra questione tuttora aperta.